# Boragondanahalli, Gubbi
Boragondanahalli là một làng thuộc tehsil Gubbi, huyện Tumkur, bang Karnataka, Ấn Độ.